# Normal (EP)
Normal es el nombre del primer extended play de la cantante de reguetón Mariah Angeliq, este fue publicado el 31 de julio de 2020.

## Contenido

### Producción
El extended play se caracteriza por ser un paso importante en la carrera de Mariah Angeliq, colaborando con artistas internacionales como Ñengo Flow. Este contó con 7 sencillos, los cuales con anterioridad habían salido 5 de ellas. Sobre esto, la artista expresó.

«Yo creo que hay muchas mas oportunidades para la gente joven y más cuando se unen. Cuando ayudas a otra persona eso también te ayuda a ti, si no sabes hacer eso no llegarás tan lejos. Yo siempre estoy dispuesta para colaborar pero tiene que ser una colaboración que tenga sentido no porque quieras muchos 'views'» expresó la exponente.

### Promoción
El 14 de junio de 2019 se lanzó el primer sencillo de esta producción titulado «Perreito» ganando grandes cantidades de visitas en YouTube. El video tuvo una premier en exclusiva por VIBE y Billboard US, que incluso nombró a la puertorriqueña/cubana como una de las '5 artistas latinas a tener en tu radar' y 'Artista latina a seguir en el 2019'. Posteriormente se lanzó otros temas como «Taxi» y «Gracias», también se lanzaron los remixs de «Perreito» y «Gracias», dichas canciones se incluyeron en el extended play.

## Lista de canciones
| N.º | Título                                          | Duración |  |
| 1.  | «Tu castigo» (con Lyanno)                       | 3:47     |  |
| 2.  | «Perreito»                                      | 2:03     |  |
| 3.  | «Tocame» (con Ñengo Flow)                       | 3:45     |  |
| 4.  | «Gracias»                                       | 2:04     |  |
| 5.  | «Taxi» (con Guaynaa)                            | 2:53     |  |
| 6.  | «Perreito (Remix)» (con Arcángel y Darell)      | 3:32     |  |
| 7.  | «Gracias (Remix)» (con Kenia Os y Andry Kiddos) | 3:04     |  |